# 马乌戈热塔·德乌热夫斯卡
马乌戈热塔·德乌热夫斯卡（波蘭語：Małgorzata Dłużewska，1951年3月11日—），波兰女子赛艇运动员。她曾代表波兰参加1980年夏季奥林匹克运动会赛艇比赛，获得女子双人单桨无舵手银牌。

## 家庭
女儿玛尔塔·维利奇科。